# Hjálmar
Hjálmar (isländska för Hjälmar) är en isländsk reggaegrupp, bildad i Keflavík år 2004.
På skivan "Hjálmar" finns en låt på isländska med samma melodi som Värmlandsvisan (Ég vil fá mér kærustu).
Musikgruppen har även medverkat i TV4:s Nyhetsmorgon. Året 2004 nominerades bandets debutskiva till årets bästa rockskiva i Íslensku tónlistarverðlaunin där den vann. Hjálmar har även spelat på Färöarnas största musikfestival G!. Gruppen höll en avslutningskonsert i Skriðuklaustur på Island den 30 augusti 2006, men återförenades 2007.

## Bandmedlemmar
Nuvarande medlemmar
- Þorsteinn Einarsson – sång, gitarr (2004–2006, 2007– )
- Sigurður Halldór Guðmundsson – keyboard, sång (2004–2006, 2007– )
- Guðmundur Kristinn Jónsson – gitarr (2004–2006, 2007– )
- Valdimar Kolbeinn Sigurjónsson – basgitarr (2007– )
- Helgi Svavar Helgason – trummor, slagverk (2007– )

Tidigare medlemmar
- Kristinn Snær Agnarsson – trummor (2004–2005)
- Micke "PB" Svensson – keyboard (2005–2007)
- Nils Olof Törnqvist – trummor (2005–2007)
- Petter Winnberg – basgitarr (2004–2007)

## Diskografi
Studioalbum
- 2004 – Hljóðlega af stað
- 2005 – Hjálmar
- 2007 – Ferðasót
- 2009 – IV
- 2010 – Keflavík Kingston
- 2011 – Órar

Samarbeten
- 2013 – Dub of Doom (med Jimmy Tenor)
- 2014 – Legao (med Erlend Øye)

Singlar
- 2006 – "Saga úr sveitinni"
- 2008 – "Dom hinner aldrig ifatt" (med Timbuktu)
- 2010 – "Blómin í brekkunni"
- 2010 – "Gakktu alla leið"
- 2011 – "Messenger of Bad News" (med Jimmy Tenor)
- 2011 – "Í gegnum móðuna"
- 2011 – "Ég teikna stjörnu"
- 2013 – "Skýjaborgin"
- 2014 – "Lof"
- 2014 – "Ferðasót"
- 2014 – "Leiðin okkar allra"
- 2014 – "Tilvonandi vor"
- 2015 – "Undir Fót"
- 2015 – "Hlauptu Hratt"
- 2016 – "Er Hann Birtist" (med Mr. Silla)
- 2016 – "Allt er Eitt"
- 2017 – "Græðgin"
- 2017 – "Glugginn"

Samlingsalbum
- 2015 – Skýjaborgin 2004-2014